# فرودگاه آچینسک
فرودگاه آچینسک (به روسی: Аэропорт Ачинск) فرودگاهی واقع در شهر آچینسک در کشور روسیه است که توسط شرکت هواپیمایی «آچینسک» اداره می‌شود.